# Stilpnomelano
Lo stilpnomelano è un minerale.

## Varietà
L'ekmanite è una varietà di stilpnomelano ricca di manganese.